# ケプラー20e
ケプラー20e（英語: Kepler-20e）は、地球から見てこと座の方向に約900光年離れたところにある太陽よりやや小さなG型主系列星ケプラー20Aの周囲を公転している太陽系外惑星である。連星系であるケプラー20系の主星であるケプラー20Aを公転していることから、ケプラー20Aeとも呼称される。

## 発見
2011年にケプラー宇宙望遠鏡によるトランジット法での観測結果から発見され、同じくケプラー20Aを公転している他の4個の惑星と共に公表された。プレプリント掲載サイト arXiv にて2011年12月19日にケプラー20Aを公転している3個の惑星の確認が報告されたが、この時はケプラー20eとケプラー20fは惑星候補と見做されていた。その翌日である12月20日に別の研究チームがケプラー20eとケプラー20fも惑星であることが確定した旨の研究結果が arXiv に投稿された。

## 特徴
| 地球 | ケプラー20e |
| ---- | ----------- |
| 地球 | Exoplanet   |

ケプラー20eの大きさはケプラー20A系を公転することが知られている惑星の中で最も小さく、地球の約8割しかない。発見時点で大きさが知られていた太陽系外惑星の中では史上初めて発見された地球よりも小型の太陽系外惑星として知られており、ほぼ地球と同等の大きさを持つケプラー20fの発見と併せて、太陽系外惑星において地球と同規模の大きさを持つことが確認された最初の事例となった。質量については正確に分かっておらず、2011年の発見には分光学に基づく観測結果から地球の3.08倍未満、理論モデルに基づく推定では地球の0.39倍から1.67倍の範囲とされていた。
2023年に発表された、HARPS-N分光器による主星の視線速度観測を用いて行われた観測ではケプラー20eの質量は最大でも地球の0.76倍と求められ、ケプラー20A系の惑星の中で唯一質量が地球より小さいことが判明した。軌道長半径は主星からは約 0.06 au（約 950万 km）しか離れておらず、公転周期は約6日となっている。表面に液体の水が存在できるハビタブルゾーンよりも遥かに内側に位置しており、大気の影響などを考慮しない場合の表面の温度である平衡温度は 1,004 K（731 ℃）に達していることから、少なくとも地球上で考えられるような生命が存在できるような環境ではないとされる。完全に岩石から構成されていると考えられ、主星から非常に近いため大気は持たないと考えられている。主星からの強い相互作用の影響で自転と公転の同期（潮汐固定）が発生し、これに伴って永久に主星を向けている昼側の半球と主星を向くことがない夜側の半球で大きな温度差が生じている可能性があり、また、地質学的に活発であるとも考えられている。